# Момотомбо
Момото́мбо (исп. Momotombo) — стратовулкан в Никарагуа, на северо-западном берегу озера Манагуа. Находится на юго-восточном конце горной цепи Кордильера-лос-Марибьос. Город Леон расположен в 36 километрах к западу; извержение вулкана в 1610 году вынудило жителей раннего испанского поселения переместить город на его современное место. На прежнем месте сохранились руины Старого Леона (Леон-Вьехо).
Имеет коническую, симметричную форму. Вулкан является одним из символов Никарагуа. Его часто изображают на почтовых марках, открытках, рекламных проспектах. Он также был изображён на гербе Никарагуа 1854 года.
1 декабря 2015 года (в ночь с 30 ноября на первое декабря по местному времени) началось первое за 110 лет извержение вулкана.

Извержение конца 2015 года (фото от 2 декабря)
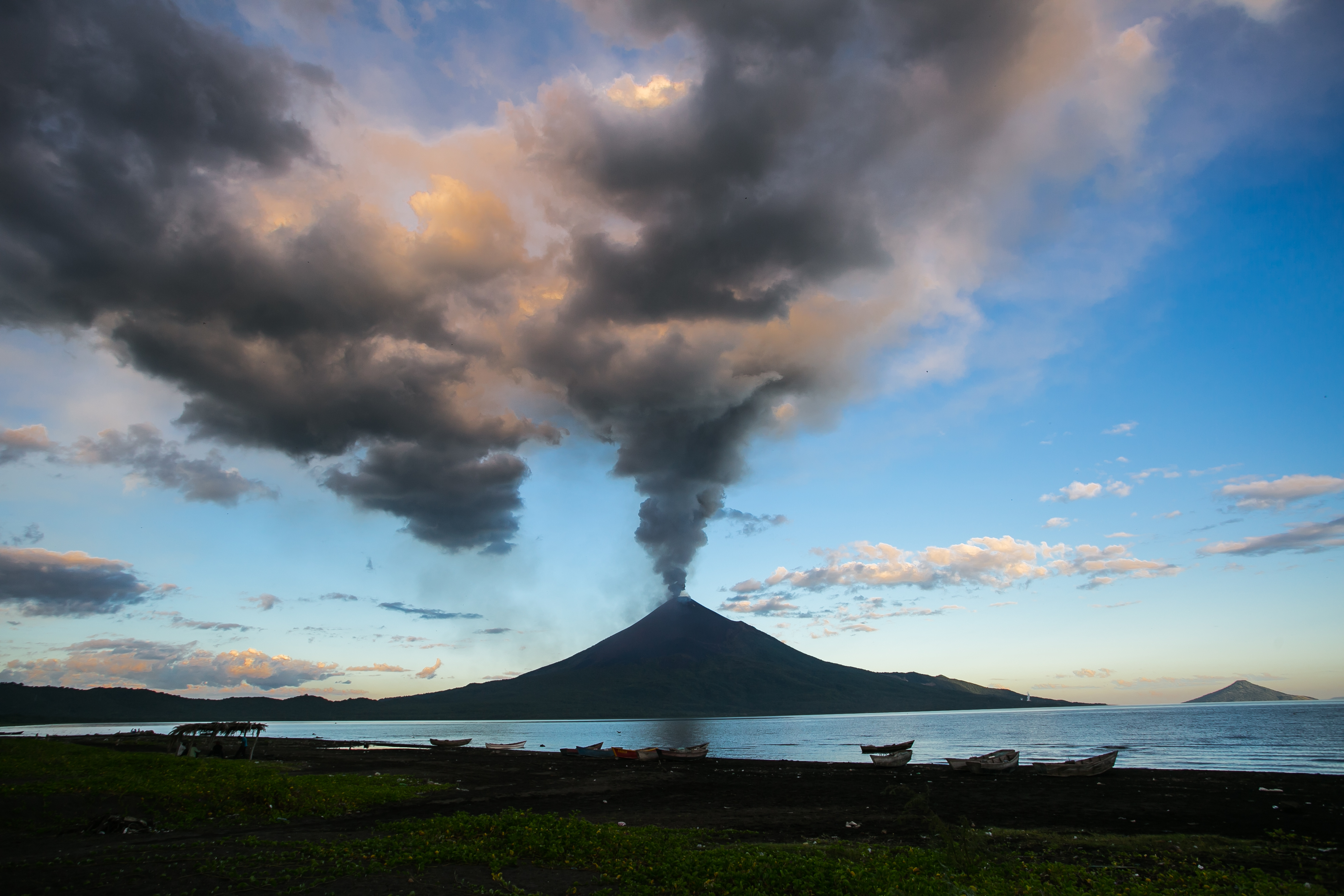
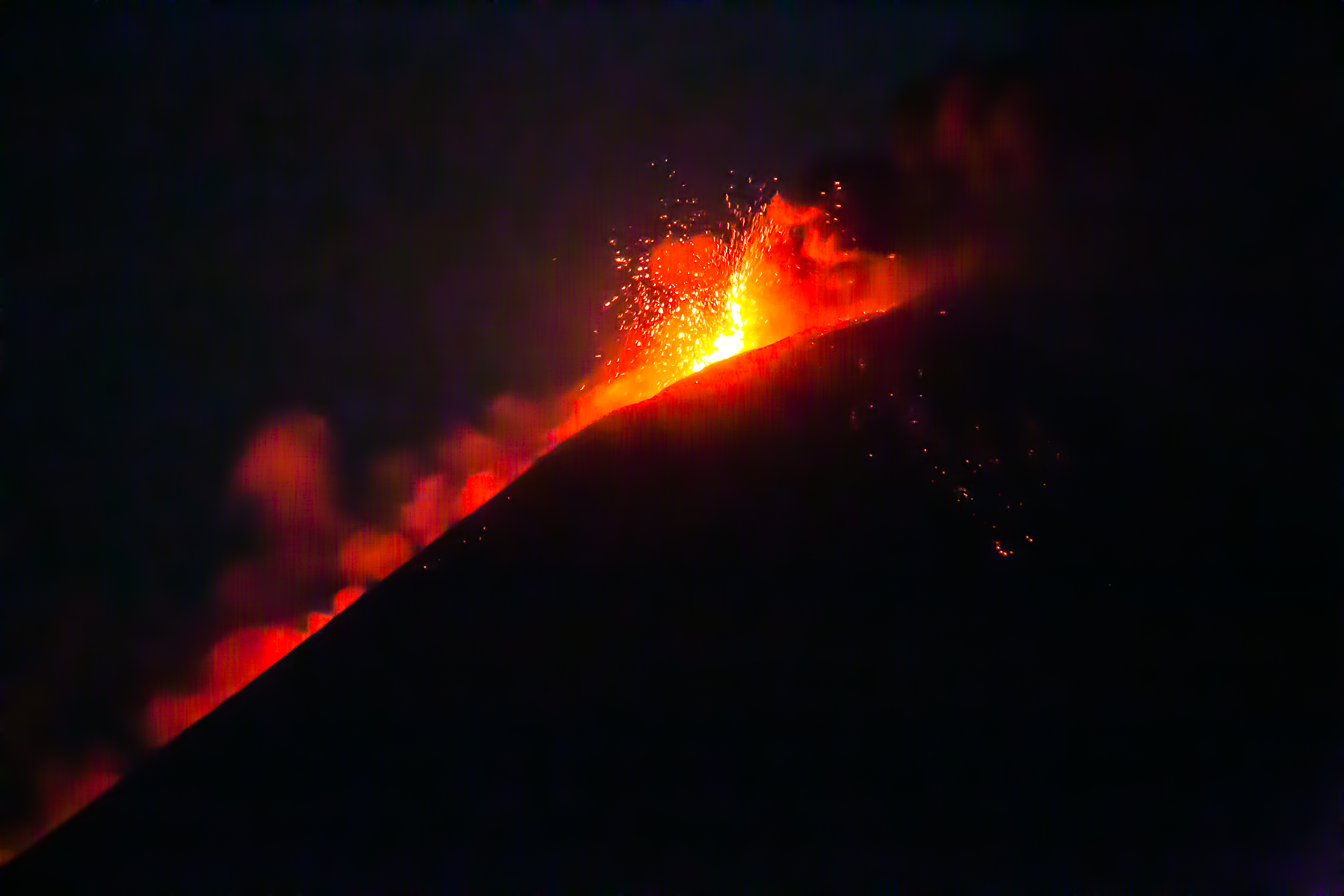